# Jing Boran
Jing Boran (em chinês: 井柏然; romaniz.: Jǐng Bórán (pinyin); Shenyang, 19 de abril de 1989) é um cantor e ator chinês. Ele tornou-se famoso após vencer a competição do programa de televisão chinês My Hero em 2007. Junto com o vencedor do terceiro lugar, Fu Xinbo, no dia 31 de agosto de 2007, formou uma banda chamada BoBo (ambos têm o “bo” no nome chinês). A organização de fãs dele é a BabyFace (abreviação – BBF). A cor representante é azul. O apelido dado pelos fãs é Jing Bao (significa "tesouro"). Em 2008, banda BoBo cantou Glory, a música mais destacada deles na cerimônia de abertura dos Jogos Paraolímpicos de Pequim. Depois do lançamento do segundo álbum Let’s BoBo, os dois membros da banda começaram a tentar carreira individual. No dia 1 de setembro de 2010, Jing Boran assinou um contrato com empresa Seed Music, e lançou um solo em dezembro.

## Discografia

### EPs
- Glory (2007)

### Álbuns
- The Big World (2008)
- Let’s BoBo (2010)

### Álbuns de fotos
- Memórias das Duas Cidades (2007)
- Evolucionismo dos Príncipes (2008)
- Troca dos Diários (2009)

## Filmografia

### Filme
| Ano  | Título                         | Papel                           | Notas | Ref.  |
| ---- | ------------------------------ | ------------------------------- | ----- | ----- |
| 2008 | The Equation of Love and Death | Garoto sentado no táxi de Li Mi | Cameo | [ 2 ] |
| 2009 | Beautiful Song of Taste        | Zhang Zhe                       |       | [ 3 ] |
| 2010 | Hot Summer Days                | Xiao Fang                       |       | [ 4 ] |
| 2011 | The Founding of a Party        | Xie Zhaomin                     |       | [ 5 ] |
| 2011 | Love in Space                  | Wen Feng                        |       | [ 6 ] |

### Séries de televisão
| Ano  | Título              | Papel          | Notas | Ref.  |
| ---- | ------------------- | -------------- | ----- | ----- |
| 2009 | Nonstop             | Jing Bao       |       | [ 7 ] |
| 2009 | Girl Rushes Forward | Jing Xiaoqiao  |       | [ 8 ] |
| 2011 | 33 Story Halls      | Zhang Chengyou |       | [ 9 ] |